# Generals de Greensboro (EHL)
Pour les articles homonymes, voir Generals de Greensboro.
Les Generals de Greensboro sont une franchise professionnelle de hockey sur glace en Amérique du Nord qui évoluait dans l'Eastern Hockey League. L'équipe était basée à Greensboro dans l'État de la Caroline du Nord aux États-Unis.

## Historique
L'équipe est créée en 1959 dan l'Eastern Hockey League et est dissoute en même temps que la Southern Hockey League en 1977.

## Statistiques

### EHL
| No | Saison    | PJ | V  | D  | N  | BP  | BC  | Pts | Classement       | Séries éliminatoires | Entraîneur              |
| -- | --------- | -- | -- | -- | -- | --- | --- | --- | ---------------- | -------------------- | ----------------------- |
| 1  | 1959-1960 | 64 | 26 | 33 | 5  | 236 | 253 | 57  | 3e division Sud  | Éliminé au 1er tour  | Rollie McLenahan        |
| 2  | 1960-1961 | 64 | 40 | 22 | 2  | 339 | 257 | 82  | 2e division Sud  | Éliminés au 1er tour | Ronnie Spong            |
| 3  | 1961-1962 | 68 | 36 | 30 | 2  | 284 | 258 | 74  | 1er division Sud | Finalistes           | Ronnie Spong            |
| 4  | 1962-1963 | 68 | 40 | 26 | 2  | 305 | 263 | 82  | 1er division Sud | Vainqueurs           | Ronnie Spong            |
| 5  | 1963-1964 | 72 | 41 | 29 | 2  | 294 | 257 | 84  | 1er division Sud | Finalistes           | Ronnie Spong            |
| 6  | 1964-1965 | 72 | 37 | 33 | 2  | 333 | 301 | 76  | 2e division Sud  | Éliminés au 1er tour | Ronnie Spong            |
| 7  | 1965-1966 | 72 | 37 | 31 | 4  | 291 | 263 | 78  | 3e division Sud  | Éliminés au 1er tour | Ronnie Spong            |
| 8  | 1966-1967 | 72 | 35 | 37 | 0  | 265 | 279 | 72  | 3e division Sud  | Éliminés au 1er tour | Ronnie Spong            |
| 9  | 1967-1968 | 72 | 46 | 20 | 6  | 364 | 248 | 98  | 1er division Sud | Éliminés au 2e tour  | Ronnie Spong            |
| 10 | 1968-1969 | 72 | 41 | 22 | 9  | 350 | 279 | 91  | 1er division Sud | Éliminés au 2e tour  | Ronnie Spong            |
| 11 | 1969-1970 | 74 | 45 | 22 | 7  | 333 | 241 | 97  | 1er division Sud | Finalistes           | Ronnie Spong            |
| 12 | 1970-1971 | 73 | 44 | 21 | 8  | 340 | 234 | 96  | 2e division Sud  | Éliminés au 2e tour  | Ronnie Spong            |
| 13 | 1971-1972 | 73 | 34 | 27 | 12 | 284 | 252 | 80  | 2e division Sud  | Éliminés au 2e tour  | Ronnie Spong Don Carter |
| 14 | 1972-1973 | 76 | 40 | 28 | 8  | 391 | 315 | 88  | 2e division Sud  | Éliminés au 1er tour | Don Carter Bob Smith    |

### SHL
| No | Saison    | PJ | V  | D  | N  | BP  | BC  | Pts | Classement | Séries éliminatoires                  | Entraîneur   |
| -- | --------- | -- | -- | -- | -- | --- | --- | --- | ---------- | ------------------------------------- | ------------ |
| 1  | 1973-1974 | 71 | 33 | 37 | 1  | 285 | 310 | 67  | 3e         |                                       | Ted Lanyon   |
| 2  | 1974-1975 | 72 | 23 | 47 | 2  | 262 | 384 | 48  | Derniers   |                                       |              |
| 3  | 1975-1976 | 72 | 18 | 42 | 12 | 221 | 317 | 48  | Derniers   | Non qualifiés                         | Ronnie Spong |
| 4  | 1976-1977 | 40 | 15 | 24 | 1  | 140 | 173 | 31  | 6e         | Pas de séries dissolution de la ligue | John Voss    |